# Teoría de la catástrofe de Toba
La teoría de la catástrofe de Toba explica un hecho que se produjo en el norte de la isla de Sumatra, en Indonesia, hace aproximadamente 74 000 años, cuando un supervolcán situado en el lago Toba entró en erupción.
En 1993, la periodista científica Ann Gibbons postuló que se produjo un cuello de botella en la población humana hace unos 70 000 años, y sugirió que esto fue causado por la erupción. El geólogo Michael R. Rampino de la Universidad de Nueva York y el vulcanólogo Stephen Self de la Universidad de Hawái en Manoa apoyan su sugerencia. En 1998, el antropólogo Stanley H. Ambrose de la Universidad de Illinois en Urbana-Champaign desarrolló aún más la teoría del cuello de botella. Tanto la teoría del enlace como la del invierno global son controvertidas. La erupción de Toba es la erupción supervolcánica más estudiada.

## La teoría

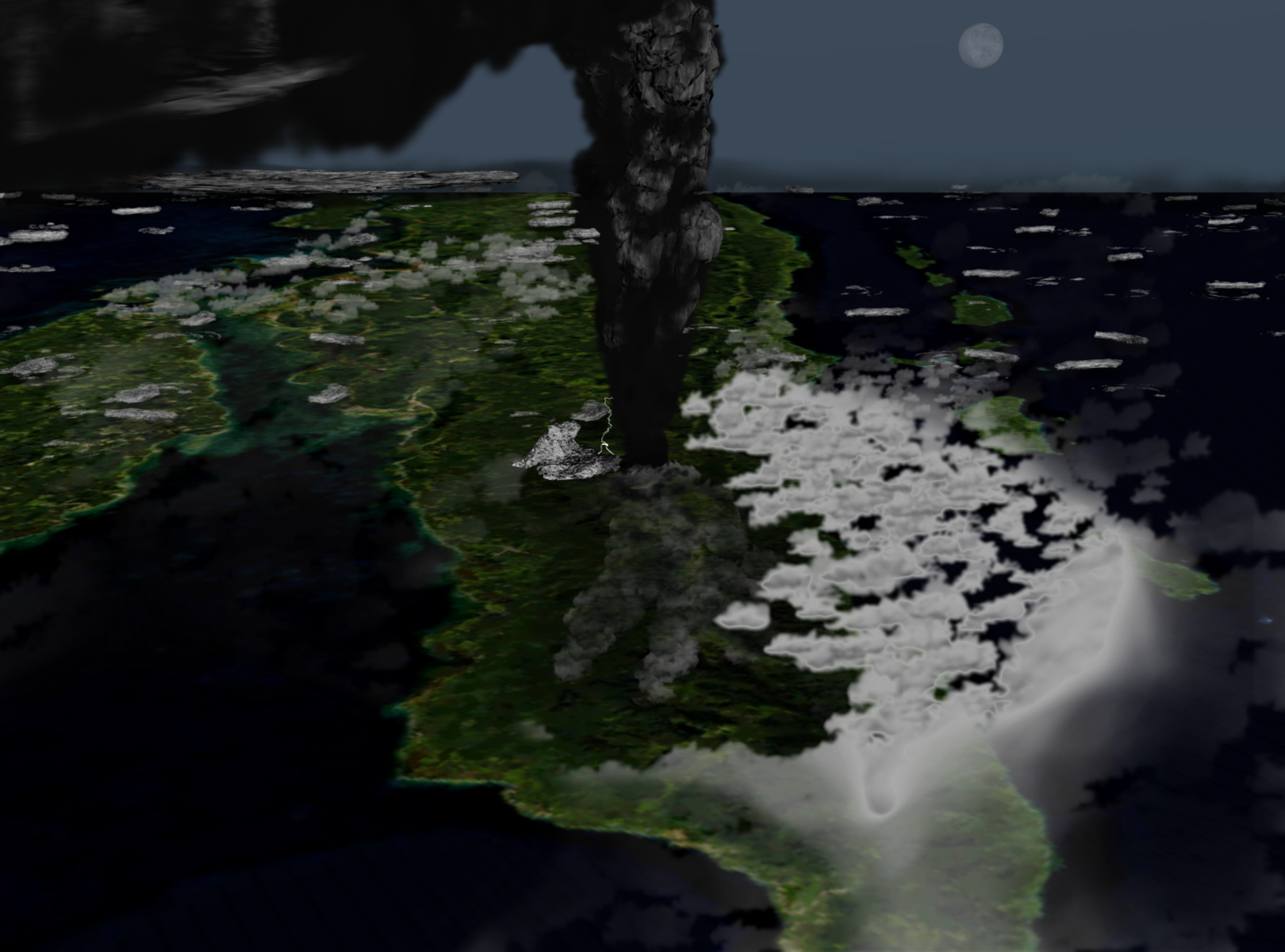
Imagen ilustrativa de cómo se habría visto la erupción del Toba desde el espacio; la flecha que señala al Norte apunta hacia la esquina superior izquierda.

La teoría establece que la evolución humana fue afectada por un reciente acontecimiento de tipo volcánico. Fue propuesta en 1998 por Stanley H. Ambrose, de la Universidad de Illinois en Urbana-Champaign. Este acontecimiento habría reducido la población mundial a 10 000 o incluso unas 1 000 parejas reproductoras. Esta cifra representa la cantidad más baja de población desde la existencia del Homo sapiens.
El conocimiento sobre la prehistoria humana es en gran medida teórico, pero está basado en las evidencias obtenidas de fósiles, la arqueología y las evidencias genéticas.
En los últimos tres a seis millones de años, tras la separación de los linajes de humanos y simios del tronco común de homínidos, la línea humana se ramificó en varias especies. La teoría catastrófica de Toba establece que una inmensa erupción volcánica cambió el curso de la historia al producir la casi extinción de la población humana (este tipo de acontecimientos se denominan «cuello de botella de población»). Hace entre 70 000 y 75 000 años, el supervolcán del lago Toba, en el norte de la isla indonesia de Sumatra, explotó como una caldera con una fuerza 5 000 veces superior a la erupción del monte Santa Helena de 1980, y dejó como rastro el actual lago Toba, el lago volcánico más grande del mundo, de 100 km × 30 km y 505 m de profundidad. Se han encontrado restos directos de esta explosión en lugares alejados varios miles de kilómetros, como el sur de la India.
Según Ambrose, esto produjo una caída de la media de las temperaturas de unos 3 a 3,5 ℃, con un invierno volcánico global que pudo durar entre seis y siete años. En las regiones templadas produjo una disminución de las temperaturas globales de 15 ℃ de promedio, lo que representa un cambio drástico en el ambiente, que debió producir múltiples cuellos de botella de población en varias especies Homo que debían existir en la época, incluyendo al Homo sapiens, e incluso llevando a la extinción a muchas de ellas.
Una combinación de evidencias geológicas y modelos computacionales apoya la factibilidad de la teoría de la catástrofe de Toba, y la evidencia genética sugiere que todos los humanos actuales, a pesar de la aparente variedad, provienen de un mismo tronco formado por una población muy pequeña, derivada del Adán cromosomal-Y. Utilizando las tasas promedio de mutación genética, algunos genetistas han estimado que esta población humana original vivió en una época que concuerda con el acontecimiento de Toba.
Esta teoría establece que cuando el clima y otros factores fueron propicios, los humanos nuevamente se expandieron a partir de África, migrando primero al Oriente Medio y luego a Indochina y Australia. Las rutas migratorias crearon centros de población en Uzbekistán, Afganistán e India. Las subsiguientes adaptaciones al medio produjeron los diferentes rasgos y tonalidades en el color de la piel que hoy en día se observan en la población humana, a partir de un reducido grupo de humanos, similar genética y físicamente a los actuales bosquimanos.

### Evidencia en contra
Una investigación de Michael Petraglia, de la Universidad de Cambridge, concluye que la erupción de Toba no tuvo un efecto tan catastrófico en el clima terrestre y la evolución humana. En 2009 descubrió un conjunto de artefactos de piedra en un yacimiento del sur de la India que sugiere que las poblaciones locales permanecieron en la región después de la erupción.
Evidencia arqueológica adicional del sur y norte de la India también sugiere una falta de evidencia de los efectos de la erupción en las poblaciones locales, lo que lleva a los autores del estudio a concluir que "muchas formas de vida sobrevivieron a la supererupción, contrariamente a otras investigaciones que han sugerido importantes extinciones de animales y cuellos de botella genéticos".
Sin embargo, la evidencia del análisis del polen ha sugerido una deforestación prolongada en el sur de Asia, y algunos investigadores han sugerido que la erupción de Toba pudo haber obligado a los humanos a adoptar nuevas estrategias de adaptación, lo que les permitió reemplazar a los neandertales y "otras especies humanas arcaicas".

## Erupción del supervolcán
La erupción del Toba más joven se produjo en la ubicación actual del lago Toba en Indonesia, hace unos 74 000 años según la datación con potasio y argón. Esta erupción fue la última y más grande de cuatro erupciones del Complejo Toba Caldera durante el período Cuaternario, y también se reconoce a partir de su horizonte de diagnóstico de caída de ceniza volcánica, la Youngest Toba. Tenía un índice de explosividad volcánica (VEI) estimado de 8 (la calificación más alta en la escala); hizo una contribución considerable al complejo de caldera de 100 km × 35 km. Las estimaciones del equivalente de roca densa (DRE) del volumen eruptivo de la erupción varían entre 2000 km³ (480 millas cúbicas) y 3000 km³ (720 millas cúbicas); la estimación DRE más común es de 2800 km³ (670 millas cúbicas) de aproximadamente 7 × 1015 kg (1,5 × 1016 lb) de magma en erupción, de los que 800 km³ (190 millas cúbicas) se depositaron como caída de ceniza.
La masa erupcionada fue, como mínimo, 12 veces mayor que la de la erupción volcánica más grande de la historia reciente, la erupción del Monte Tambora en Indonesia en 1815, que provocó el "Año sin verano" de 1816 en el hemisferio norte. La masa en erupción de Toba depositó una capa de ceniza de unos 15 centímetros (6 pulgadas) de espesor sobre todo el sur de Asia. También se depositó un manto de ceniza volcánica sobre el Océano Índico, el Mar Arábigo y el Mar de China Meridional.
Los núcleos de aguas profundas recuperados del Mar de China Meridional han ampliado el alcance conocido de la erupción, lo que sugiere que los 2800 km³ (670 cu mi) del cálculo de la masa erupcionada es un valor mínimo o incluso una subestimación. Basado en nuevos métodos (modelo computacional de dispersión de cenizas usando un modelo 3D de dispersión de tefra dependiente del tiempo, un conjunto de campos de viento y varias decenas de mediciones de espesor del depósito de tefra YTT), la caldera del Complejo Toba posiblemente entró en erupción tanto como 13 200 km³ (3200 cu mi) en volumen total a granel. Esto ha llevado a algunas fuentes a etiquetar la erupción de Toba como un evento "VEI-9".

## Modelos informáticos de invierno volcánico y enfriamiento global
El geólogo Michael R. Rampino y el vulcanólogo Stephen Self argumentan que la erupción provocó un "enfriamiento breve y dramático o 'invierno volcánico'", que resultó en una caída de la temperatura media global en la superficie de 3 a 5 °C (5,4 a 9,0 °F). La evidencia de los núcleos de hielo de Groenlandia indica un período de 1000 años de bajo δ18O y una mayor deposición de polvo inmediatamente después de la erupción. La erupción pudo haber causado este período de 1000 años de temperaturas más frías (estadial), dos siglos de los cuales podrían explicarse por la persistencia de la carga estratosférica de Toba. Rampino y Self creen que el enfriamiento global ya estaba en marcha en el momento de la erupción, pero que el proceso fue lento; la erupción Toba "puede haber proporcionado el 'empujón' adicional que hizo que el sistema climático cambiara de estados cálidos a fríos". Aunque Clive Oppenheimer rechaza la hipótesis de que la erupción desencadenó la última glaciación, está de acuerdo en que puede haber sido responsable de un milenio de clima frío antes del evento 19 Dansgaard-Oeschger.
Según Alan Robock, quien también ha publicado artículos sobre el invierno nuclear, la erupción de Toba no precipitó el último período glacial. Sin embargo, suponiendo una emisión de 5400 millones de toneladas (6000 millones de toneladas cortas) de dióxido de azufre, sus simulaciones por computadora concluyeron que se produjo un enfriamiento global máximo de aproximadamente 15 °C (27 °F) durante tres años después de la erupción, y que este enfriamiento duraría décadas, devastando la vida. Debido a que la tasa de caída adiabática saturada es de 4,9 °C/1000 m (1,5 °C/1000 pies; 2,7 °F/1000 pies) para temperaturas por encima del punto de congelación, la línea de árboles y la línea de nieve rondaban los 3000 m (9800 pies) más bajo en este momento. El clima se recuperó durante unas pocas décadas, y Robock no encontró evidencia de que el período frío de 1000 años visto en los registros del núcleo de hielo de Groenlandia haya sido el resultado de la erupción de Toba. Por el contrario, Oppenheimer cree que las estimaciones de una caída en la temperatura de la superficie de 3 a 5 °C (5,4 a 9,0 °F) probablemente sean demasiado altas, y sugiere que las temperaturas cayeron solo 1 °C (1,8 °F). Robock ha criticado el análisis de Oppenheimer, argumentando que se basa en relaciones de fuerza T simplistas.
A pesar de estas diferentes estimaciones, los científicos están de acuerdo en que una erupción supervolcánica de la escala en el Complejo Toba debe haber dado lugar a capas de caída de ceniza muy extensas e inyección de gases nocivos a la atmósfera, con efectos mundiales sobre el tiempo y el clima. Además, los datos de núcleos de hielo de Groenlandia muestran un cambio climático abrupto en esta época, pero no hay consenso sobre si la erupción generó directamente el período frío de 1000 años visto en Groenlandia o desencadenó la última glaciación.